# Ореджеріто
Ореджері́то (Pogonotriccus) — рід горобцеподібних птахів родини тиранових (Tyrannidae). Представники цього роду мешкають в Південній Америці.

## Таксономія і систематика
Традиційно ореджеріто відносили до роду Тиранчик (Phylloscartes). Однак у 2004 році Джон Фіцпатрік у виданні Handbook of the Birds of the World виділив їх у відновлений рід Ореджеріто (Pogonotriccus), беручи до уваги дрібні відмінності у морфології. Міжнародна спілка орнітологів також визнала Pogonotriccus як окремий рід. Однак молекулярно-генетичне дослідження, опубліковане у 2009 році, не підтвердило розділення родів, генетичні відмінності між тиранчиками і ореджеріто виявилися незначними.

## Види
Виділяють сім видів:
- Ореджеріто жовтодзьобий (Pogonotriccus poecilotis)
- Ореджеріто оливковий (Pogonotriccus chapmani)
- Ореджеріто зеленоволий (Pogonotriccus ophthalmicus)
- Ореджеріто білокрилий (Pogonotriccus orbitalis)
- Ореджеріто венесуельський (Pogonotriccus venezuelanus)
- Ореджеріто колумбійський (Pogonotriccus lanyoni)
- Ореджеріто білобровий (Pogonotriccus eximius)

## Етимологія
Наукова назва роду Pogonotriccus походить від сполучення слів дав.-гр. πωγων — борода і τρίκκος — дрібна пташка (в орнітології означає птаха з родини тиранових).